# Nukunuku

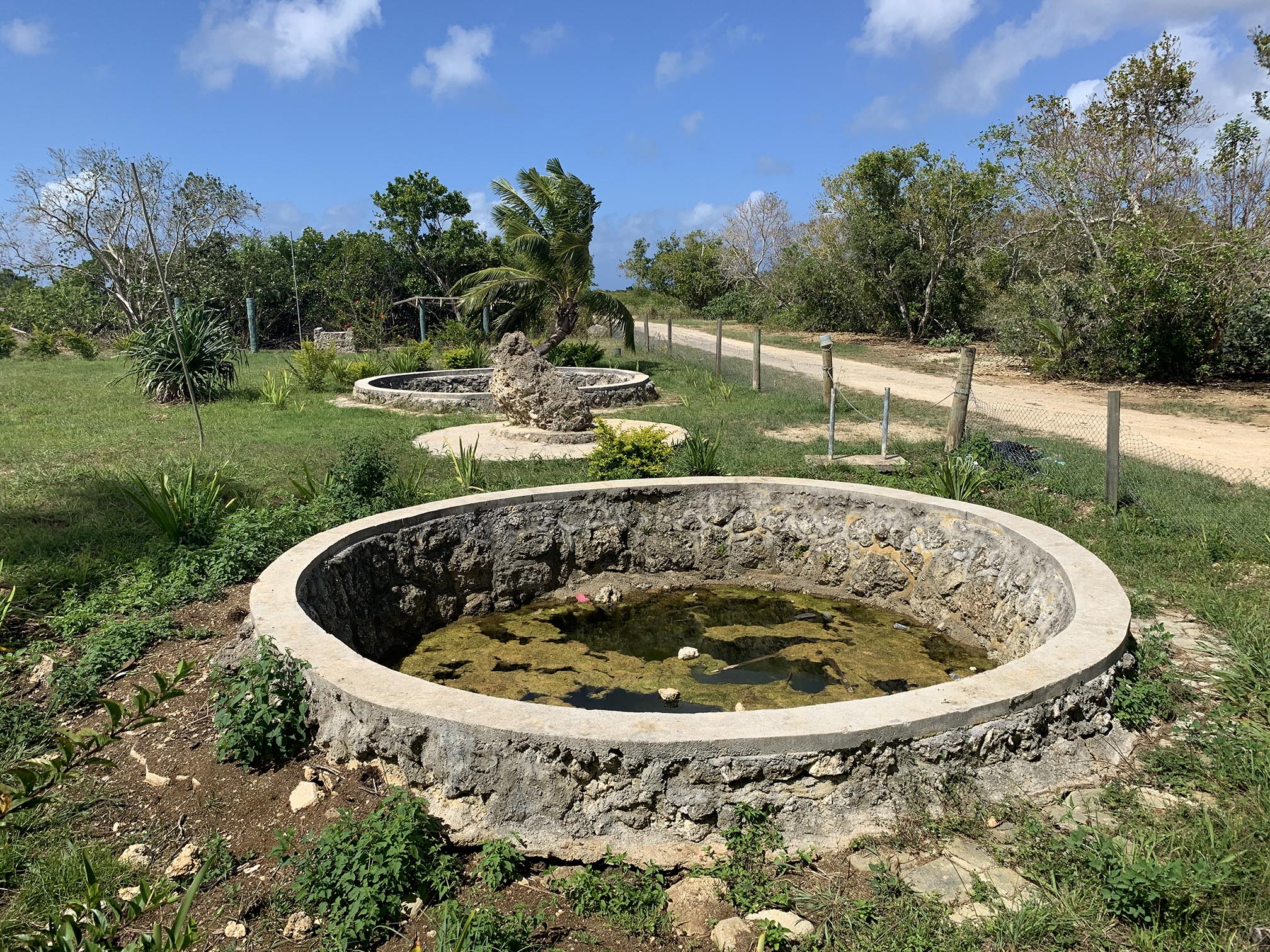
poço em Nukunuku

Nukunuku é um distrito de Tonga, localizado na divisão de Tongatapu. Em 2006, sua população era de 6.820 habitantes.